# Championnats du monde de course en ligne de canoë-kayak de 2006
Navigation
Édition précédente Édition suivante
Les trente-cinquièmes championnats du monde de course en ligne de canoë-kayak se sont déroulés à Szeged (Hongrie) en 2006.

## Podiums

### Hommes

#### Canoë
| Epreuve    | Or                                                                                           | Temps    | Argent                                                                                       | Temps    | Bronze                                                                                            | Temps    |
| C-1 200 m  | Nikolay Lipkin (RUS)                                                                         | 39.789   | Valentin Demyanenko (UKR)                                                                    | 40.137   | Jevgenij Shuklin (LTU)                                                                            | 40.441   |
| C-1 500 m  | Maxim Opalev (RUS)                                                                           | 1:49.727 | Yuriy Cheban (UKR)                                                                           | 1:50.459 | Wenjun Yang (CHN)                                                                                 | 1:50.603 |
| C-1 1000 m | Everardo Cristóbal (MEX)                                                                     | 4:07.855 | Andreas Dittmer (GER)                                                                        | 4:10.741 | Attila Vajda (HUN)                                                                                | 4:11.347 |
| C-2 200 m  | Russie Evgeny Ignatov Ivan Shtyl                                                             | 36.494   | Allemagne Christian Gille Tomasz Wylenzek                                                    | 36.978   | Lituanie Raimundas Labuckas Tomas Gadelkis                                                        | 37.058   |
| C-2 500 m  | Russie Alexander Kostoglod Sergey Ulegin                                                     | 1:41.520 | Allemagne Stefan Holtz Robert Nuck                                                           | 1:42.792 | Hongrie György Kozmann György Kolonics                                                            | 1:42.942 |
| C-2 1000 m | Hongrie György Kozmann György Kolonics                                                       | 3:43.781 | Canada Attila Buday Tamas Buday Jr.                                                          | 3:46.151 | Ukraine Maksym Prokopenko Sergiy Bezugliy                                                         | 3:46.769 |
| C-4 200 m  | Tchéquie Petr Procházka Jirí Heller Jan Brecka Petr Fuksa                                    | 34.052   | Biélorussie Konstantin Shcharbak Dzmitry Rabchanka Aleksandr Vauchetskiy Dzmitry Vaitsishkin | 34.132   | Hongrie Pál Sarudi Márton Joób Gábor Horváth Péter Balázs                                         | 34.336   |
| C-4 500 m  | Biélorussie Dzmitry Rabchanka Dzmitry Vaitsishkin Konstantin Shcharbak Aleksandr Vauchetskiy | 1:31.820 | Pologne Lukasz Woszczynski Paweł Baraszkiewicz Marcin Grzybowski Pawel Skowronski            | 1:32.360 | Roumanie Gabriel Talpa Florin Mironcic Loredan Popa Silviu Simioncencu                            | 1:33.710 |
| C-4 1000 m | Allemagne Robert Nuck Stephan Breuing Stefan Holtz Thomas Lück                               | 3:27.422 | Canada Andrew Russell Thomas Hall Kyle Jeffery Dmitri Joukovski                              | 3:28.394 | Biélorussie Aliaksandr Kurliandchyk Aliaksandr Zhukouski Aleksandr Bagdanovich Andrey Bagdanovich | 3:28.880 |

#### Kayak
| Epreuve    | Or                                                                     | Temps    | Argent                                                               | Temps    | Bronze                                                                           | Temps    |
| K-1 200 m  | Ronald Rauhe (GER)                                                     | 35.200   | Carlos Pérez (ESP)                                                   | 35.396   | Mykola Kremer (UKR)                                                              | 35.516   |
| K-1 500 m  | Marek Twardowski (POL)                                                 | 1:38.596 | Anton Ryakhov (RUS)                                                  | 1:38.698 | Lutz Altepost (GER)                                                              | 1:39.832 |
| K-1 1000 m | Markus Oscarsson (SWE)                                                 | 3:39.359 | Tim Brabants (GBR)                                                   | 3:39.419 | Ben Fouhy (NZL)                                                                  | 3:39.443 |
| K-2 200 m  | Allemagne Ronald Rauhe Tim Wieskötter                                  | 32.660   | Pologne Marek Twardowski Adam Wysocki                                | 32.804   | Serbie Dragan Zoric Ognjen Filipovic                                             | 32.912   |
| K-2 500 m  | Allemagne Ronald Rauhe Tim Wieskötter                                  | 1:27.791 | Canada Richard Dessureault-Dober Andrew Willows                      | 1:28.631 | Hongrie Gábor Kucsera Zoltán Kammerer                                            | 1:29.063 |
| K-2 1000 m | Hongrie Gábor Kucsera Zoltán Kammerer                                  | 3:17.791 | Allemagne Rupert Wagner Andreas Ihle                                 | 3:19.075 | Pologne Tomasz Górski Adam Seroczynski                                           | 3:19.837 |
| K-4 200 m  | Serbie Milan Djenadic Ognjen Filipovic Bora Sibinkic Dragan Zoric      | 29.965   | Hongrie Viktor Kadler Gergely Gyertyános Balázs Babella István Beé   | 30.033   | Russie Sergey Kosilov Konstantin Vishnyakov Stephan Shevchuk Sergey Khovanskiy   | 30.401   |
| K-4 500 m  | Slovaquie Richard Riszdorfer Michal Riszdorfer Robert Erban Erik Vlcek | 1:20.606 | Hongrie Attila Csamangó Gábor Bozsik Attila Boros Márton Sik         | 1:21.188 | Pologne Adam Wysocki Pawel Baumann Przmyslaw Gawrych Tomasz Mendelski            | 1:21.536 |
| K-4 1000 m | Hongrie Ákos Vereckei Roland Kökény Lajos Gyökös Gábor Horváth         | 2:56.523 | Pologne Marek Twardowski Tomasz Mendelski Pawel Baumann Adam Wysocki | 2:57.873 | Biélorussie Vadzim Makhneu Dziamyan Turchyn Aleksey Abalmasov Raman Piatrushenka | 2:57.897 |

### Femmes

#### Kayak
| Epreuve    | Or                                                                    | Temps    | Argent                                                                          | Temps    | Bronze                                                              | Temps    |
| K-1 200 m  | Tímea Paksy (HUN)                                                     | 40.203   | Spela Ponomarenko (SVN)                                                         | 40.947   | Karen Furneaux (CAN)                                                | 41.071   |
| K-1 500 m  | Dalma Benedek (HUN)                                                   | 1:52.287 | Josefa Idem (ITA)                                                               | 1:53.265 | Zhong Hongyan (CHN)                                                 | 1:53.307 |
| K-1 1000 m | Dalma Benedek (HUN)                                                   | 4:04.683 | Katrin Wagner-Augustin (GER)                                                    | 4:06.933 | Michala Mruzková (CZE)                                              | 4:07.293 |
| K-2 200 m  | Hongrie Katalin Kovács Natasa Janics                                  | 37.423   | Allemagne Katrin Wagner-Augustin Fanny Fischer                                  | 37.919   | Finlande Jenni Honkanen Anne Rikala                                 | 37.983   |
| K-2 500 m  | Hongrie Katalin Kovács Natasa Janics                                  | 1:41.998 | Tchéquie Jana Blahová Michala Mruzková                                          | 1:43.408 | Allemagne Fanny Fischer Gesine Ruge                                 | 1:43.432 |
| K-2 1000 m | Hongrie Katalin Kovács Natasa Janics                                  | 3:48.982 | Chine Zhu Minyuan Yang Yali                                                     | 3:49.756 | Biélorussie Hanna Pushkova-Areshka Natalya Bandarenko               | 3:51.664 |
| K-4 200 m  | Hongrie Tímea Paksy Melinda Patyi Natasa Janics Katalin Kovács        | 34.650   | Allemagne Judith Hörmann Nicole Reinhardt Carolin Leonhardt Conny Waßmuth       | 35.090   | Suède Josefin Nordlöw Sofia Paldanius Karin Johansson Anna Karlsson | 36.046   |
| K-4 500 m  | Hongrie Krisztina Fazekas Tímea Paksy Natasa Janics Katalin Kovács    | 1:31.763 | Allemagne Katrin Wagner-Augustin Carolin Leonhardt Conny Waßmuth Judith Hörmann | 1:31.817 | Roumanie Mariana Ciobanu Lidia Talpă Florica Vulpeş Alina Platon    | 1:34.535 |
| K-4 1000 m | Hongrie Natasa Janics Alexandra Keresztesi Katalin Kovács Tímea Paksy | 3:23.488 | Allemagne Carolin Leonhardt Miriam Frenken Tanja Schuck Silke Hörmann           | 3:24.106 | Chine Yu Lamei Wang Feng Zhang Jinmei He Jing                       | 3:25.012 |

## Tableau des médailles
| Rang  | Nation           | Or | Argent | Bronze | Total |
| ----- | ---------------- | -- | ------ | ------ | ----- |
| 1     | Hongrie          | 12 | 2      | 4      | 18    |
| 2     | Allemagne        | 4  | 9      | 2      | 15    |
| 3     | Russie           | 4  | 1      | 1      | 6     |
| 4     | Pologne          | 1  | 3      | 2      | 6     |
| 5     | Biélorussie      | 1  | 1      | 3      | 5     |
| 6     | Tchéquie         | 1  | 1      | 1      | 3     |
| 7     | Serbie           | 1  | 0      | 1      | 2     |
| 8     | Suède            | 1  | 0      | 1      | 2     |
| 9     | Mexique          | 1  | 0      | 0      | 1     |
| 10    | Slovaquie        | 1  | 0      | 0      | 1     |
| 11    | Canada           | 0  | 3      | 1      | 4     |
| 12    | Ukraine          | 0  | 2      | 2      | 4     |
| 13    | Chine            | 0  | 1      | 3      | 4     |
| 14    | Espagne          | 0  | 1      | 0      | 1     |
| 15    | Italie           | 0  | 1      | 0      | 1     |
| 16    | Slovénie         | 0  | 1      | 0      | 1     |
| 17    | Royaume-Uni      | 0  | 1      | 0      | 1     |
| 18    | Lituanie         | 0  | 0      | 2      | 2     |
| 19    | Roumanie         | 0  | 0      | 2      | 2     |
| 20    | Finlande         | 0  | 0      | 1      | 1     |
| 21    | Nouvelle-Zélande | 0  | 0      | 1      | 1     |
| Total | Total            | 27 | 27     | 27     | 81    |